# Championnat du Congo de football 2015
Navigation
Saison précédente Saison suivante
La saison 2015 du Championnat du Congo de football est la 50e édition de la première division congolaise, la MTN Ligue 1. Les 18 équipes sont regroupées au sein d'une poule unique, où chaque équipe affronte tous les adversaires de sa poule deux fois, à domicile et à l'extérieur. En fin de saison, afin de permettre le retour d'un championnat à 16 équipes, les deux derniers sont relégués tandis que les 15e et 16e doivent disputer un barrage de promotion-relégation face aux deux meilleures formations de deuxième division.
Pour des raisons financières, le championnat est abandonné à la fin du mois d'avril, à l'issue de la phase aller. Quinze des dix-huit équipes ne souhaitent pas poursuivre la compétition car elles souhaitent obtenir les versements dus par le gouvernement. Le classement est figé et est utilisé pour déterminer les qualifications continentales; le système de relégation est annulé : les deux meilleures équipes de deuxième division sont quant à elles promues, ce qui entraîne l'élargissement du championnat à vingt clubs la saison suivante.

## Qualifications continentales
Les deux premiers du classement final se qualifient pour la Ligue des champions de la CAF 2016 tandis que le troisième et le vainqueur de la Coupe du Congo obtiennent leur billet pour la Coupe de la confédération 2016. Si l'équipe victorieuse en Coupe est parmi les trois premiers, c'est le finaliste qui décroche la qualification.

## Les clubs participants
- AC Léopards
- Diables noirs de Brazzaville
- Inter Club
- AS Ponténégrine
- Vita Club Mokanda
- Munisport Pointe-Noire - Promu de D2
- JS Poto-Poto - Promu de D2
- Étoile du Congo
- CARA Brazzaville
- FC Kondzo
- FC Bilombé
- JS Talangaï
- Tongo FC Jambom
- AS Cheminots
- Patronage Sainte-Anne
- Saint-Michel de Ouenzé
- CS La Mancha
- Nico-Nicoyé

## Compétition

### Classement
Le barème utilisé pour établir le classement est le suivant :
- Victoire : 3 points
- Match nul : 1 point
- Défaite, forfait ou abandon : 0 point

| Rang | Équipe                  | Pts | J  | G  | N | P  | Bp | Bc | Diff |
| ---- | ----------------------- | --- | -- | -- | - | -- | -- | -- | ---- |
| 1    | AC LéopardsT            | 41  | 17 | 13 | 2 | 2  | 26 | 4  | +22  |
| 2    | Étoile du Congo         | 33  | 17 | 10 | 3 | 4  | 30 | 17 | +13  |
| 3    | JS Talangaï -3          | 32  | 17 | 10 | 5 | 2  | 21 | 8  | +13  |
| 4    | Diables NoirsC -2       | 31  | 17 | 10 | 3 | 4  | 29 | 11 | +18  |
| 5    | Inter Club              | 31  | 17 | 9  | 4 | 4  | 22 | 13 | +9   |
| 6    | Vita Club Mokanda       | 27  | 17 | 7  | 6 | 4  | 17 | 11 | +6   |
| 7    | Tongo FC Jambon -1      | 26  | 17 | 8  | 2 | 7  | 12 | 14 | -2   |
| 8    | JS Poto-PotoP           | 26  | 17 | 7  | 5 | 5  | 12 | 12 | 0    |
| 9    | AS Ponténégrine         | 23  | 17 | 7  | 2 | 8  | 21 | 23 | -2   |
| 10   | Nico-Nicoyé -3          | 23  | 17 | 6  | 5 | 6  | 15 | 17 | -2   |
| 11   | FC Kondzo               | 20  | 17 | 5  | 5 | 7  | 14 | 18 | -4   |
| 12   | FC Bilombé -2           | 17  | 17 | 3  | 8 | 6  | 13 | 21 | -8   |
| 13   | Saint-Michel de Ouenzé  | 19  | 17 | 5  | 4 | 8  | 15 | 25 | -10  |
| 14   | CARA Brazzaville -1     | 19  | 17 | 5  | 4 | 8  | 13 | 15 | -2   |
| 15   | CS La Mancha -2         | 16  | 17 | 4  | 4 | 9  | 10 | 17 | -7   |
| 16   | Patronage Sainte-Anne   | 14  | 17 | 2  | 8 | 7  | 15 | 19 | -4   |
| 17   | AS Cheminots            | 10  | 17 | 2  | 4 | 11 | 11 | 28 | -17  |
| 18   | Munisport Pointe-NoireP | 7   | 17 | 1  | 4 | 12 | 9  | 32 | -23  |

|  | Qualifié pour la Ligue des champions de la CAF 2016                                   |
|  | Qualifié pour la Coupe de la confédération 2016                                       |
|  | Retrait du championnat en fin de saison pour raisons financières                      |
|  | T : Tenant du titre C : Vainqueur de la Coupe du Congo P : Promu de deuxième division |

- Les critères des points de pénalité ne sont pas connus.

## Bilan de la saison
| Championnat du Congo de football 2015 |                                     |
| Champion                              | Aucun                               |
| Coupes et trophées                    |                                     |
| Vainqueur de la Coupe du Congo 2015   | Diables noirs de Brazzaville        |
| Qualifications continentales          |                                     |
| Ligue des champions de la CAF 2016    | AC Léopards                         |
| Ligue des champions de la CAF 2016    | Étoile du Congo                     |
| Coupe de la confédération 2016        | Diables noirs de Brazzaville        |
| Coupe de la confédération 2016        | Vita Club Mokanda                   |
| Promotions et relégations             |                                     |
| Promus en MTN Ligue 1                 | AS Kimbonguila de Kinkala           |
| Promus en MTN Ligue 1                 | Jeunes Fauves de Dolisie            |
| Promus en MTN Ligue 1                 | Pigeon Vert FC                      |
| Relégués en MTN Ligue 2               | FC Bilombé (retrait du championnat) |